# Ценіна
41°55′52″ пн. ш. 12°34′48″ сх. д. / 41.930992° пн. ш. 12.580102° сх. д.
Ценіна (лат. Caenina) — стародавнє латинське або сабінське місто в Старому Лаціумі, яке було розташоване на дорозі з Риму до Тибура, на правому березі річки Анієн (точне розташування невідоме). Є теорія, що місто розміщувалось на одній з вершин Капітолійського пагорбу.

## Історія походження міста
На думку античних авторів місто Ценіна було набагато давнішим за Рим. Діонісій Галікарнаський пише, що раніше в цих місцях жили сікели (сікули), потім їх витіснили прибулі з Аркадії енотри, відомі  як аборігіни. За Діодором, це місто серед інших латинських поселень заснував міфічний цар Альба-Лонги Латин Сільвій. Плутарх і Стефан Візантійський вважають Ценіну сабінським містом.
Також місто Ценіна згадується у ранній напівлегендарній історії Риму, коли цар римлян Ромул прагнув отримати жінок у дружини для своїх підданих. Після цього у сусідні регіони були відправлені делегації з проханням про дружин і їм було відмовлено. Ромул придумав свято Нептуна і запросив усіх сусідів Риму. Громадяни Ценіни (цаеніни) взяли участь у святі разом з багатьма іншими сусідами Риму, в тому числі з крустумінами, антемнатами та багатьма сабінянами. На святі Ромул подав сигнал, за яким римляни хапали незайманих дівчат з-поміж глядачів і брали їх собі за дружин. Ця подія відома як "викрадення сабінянок"

## Перемога Ромула над Акроном
Обурений цією подією, цар міста Акрон  зі своїм військом вступив на римську територію. Ромул і римляни зустрілися з цаенінами в битві, вбили їхнього царя і розгромили їхнє військо. Згодом Ромул напав на Ценіну і взяв її з першого штурму. Повернувшись до Риму, Ромул присвятив Храм Юпітера Капітолійського Феретрію (за свідченням Лівія, перший храм у Римі), а здобич ворожого царя приніс у жертву, так званий spolia opima. Самого Акрона Ромул убив у бою. Потім були захоплені Атемни та інші сабінянські міста.
У підкорені міста були введені римські колонії (по 300 осіб), а частина ценінців і антемнатів переселена до Риму, де вони отримали права громадянства (за словами Діонісія, не менше 3 тис. осіб). Таке поповнення дозволило довести чисельність римського війська до 6 тисяч.
Згідно з переказами, перемога над ценінцями була відзначена першим у римській історії тріумфом. Тріумфальні фасти датують його березневими календами 2-го року від заснування Риму (752-751 до н.е.). Общинний культ Ценіни був також перенесений до Риму, де його передали до управління колегії Sacerdotes Caeninenses (ценінських жерців). Глава цієї колегії іменувався Summus Caeninensis. Цей культ засвідчений написами ще й в імператорську епоху, хоча саме місто, що перетворилося на римську колонію, на той час давно перестало існувати. До часів Плінія Старшого Рим настільки розрісся, що поглинув стародавні навколишні міста, і в тому числі Ценіну.